# Tandahimba (Bezirk)
Tandahimba ist ein Verwaltungsbezirk (englisch Ward) des gleichnamigen Distrikts Tandahimba in der tansanischen Region Mtwara.

## Geografie
Tandahimba liegt im Südosten von Tansania, der Bezirk besteht aus der Distrikthauptstadt Tandahimba und den umliegenden Gemeinden. Er grenzt im Norden an Nambahu, im Nordosten und Osten an Kitama 1, im Süden an Namikupa und im Westen an Malopokelo. Bei der Volkszählung 2022 lebten 25.681 Menschen in 7857 Haushalten auf einer Fläche von 66 Quadratkilometern.

## Gliederung
Der Bezirk besteht aus 28 Stadtteilen (Kitongoji):
- Madaba Mjini
- Madaba Bondeni
- Mdenga
- Muungano
- Mburahati
- Madina
- Tumaini
- Mpakani
- Majengo
- Tandahimba
- Bondeni
- Hiyari
- Chakati
- Kwa Mnyanda
- Matogoro
- Majengo
- Mnazi Mmoja
- Mikoroshoni
- Mdenga
- Kiwanjani
- Majengo
- Kota
- Sokoni
- Amani
- Maghalani
- Kawawa
- Malamba Kaskazini
- Malamba Kusini

## Infrastruktur
- Bildung: Die Nandonde Secondary School ist eine staatliche weiterführende Tagesschule mit einer Ausbildung bis zur 4. Stufe.[8]
- Gesundheit: Im Bezirk liegen ein staatliches Distriktkrankenhaus[9] und eine private Apotheke.[10]